# U18-EM i beachvolley (herrar)
U18-EM i beachvolley är en årlig tävling i beachvolley för herrar som är max 18 år gamla. Tävlingen organiseras av Confédération Européenne de Volleyball (CEV). Tävlingen har hållits sedan 2002.

## Resultat per år
| U18-EM i beachvolley | U18-EM i beachvolley | U18-EM i beachvolley                          | U18-EM i beachvolley                              | U18-EM i beachvolley                           | U18-EM i beachvolley                             |
| -------------------- | -------------------- | --------------------------------------------- | ------------------------------------------------- | ---------------------------------------------- | ------------------------------------------------ |
| Upplaga              | Säte                 | Guld                                          | Silver                                            | Brons                                          | Fyra                                             |
| 2002                 | Illichivsk           | Ryssland Ruslan Daianov Yaroslav Koshkarev    | Spanien Javier Alcaraz Miguel de Amo              | Ryssland Pavel Rakusov Evgeny Vasilyev         | Lettland Mārtiņš Pļaviņš Valters Vensbergs       |
| 2003                 | Bro                  | Tyskland Hendrik Matthiessen Stefan Uhmann    | Lettland Janis Smedins Toms Smedins               | Spanien Javier Alcaraz Francisco Alfredo Marco | Lettland Rolands Ozolins Janis Straume           |
| 2004                 | Mysłowice            | Polen Zbigniew Bartman Michal Kubiak          | Tyskland Marko Kienast Thilo Spath                | Polen Grzegorz Fijalek Grzegorz Pajak          | Tyskland Jonathan Erdmann Stefan Windscheif      |
| 2005                 | Illichivsk           | Polen Radoslaw Zbierski Michal Zurek          | Litauen Arnoldas Barauskis Andrius Gaidys         | Slovenien Tine Urnaut Nejc Zemljak             | Australien Michael Leeb Manuel Schnell           |
| 2006                 | Bratislava           | Polen Michał Kądzioła Jakub Szałankiewicz     | Ukraina Vitalii Didukh Pavlo Ostapenko            | Frankrike Vincent Lacombe Julien Lyneel        | Lettland Romans Sauss Tomass Tubelskis           |
| 2007                 | Brno                 | Estland Kristo Kollo Oliver Venno             | Spanien Víctor Bouza Jesus Castizo                | Frankrike Julien Lyneel Olivier Ragondet       | Polen Marcin Golonka Marek Leznicki              |
| 2008                 | Loutráki             | Ukraina Sergiy Popov Valeriy Samoday\|        | Polen Bartosz Ksiezarek Dawid Popek               | Tyskland Benjamin Dollhofer Bengt Sievers      | Danmark Oliver Kaszas Sebastian Kaszas           |
| 2009                 | Espinho              | Polen Piotr Kantor Bartosz Łosiak             | Kroatien Niksa Dell'Orco Mate Glaurdic            | Estland Martti Keel Rauno Liivrand             | Ryssland Andrey Bolgov Ruslan Bykanov            |
| 2010                 | Porto                | Ryssland Vasili Andrianov Viacheslav Kirienko | Polen Maciej Kosiak Pawel Pelka                   | Ryssland Artem Korovka Maxim Zhirkov           | Australien Christoph Dressler Lorenz Petutschnig |
| 2011                 | Vilnius              | Polen Lukasz Kaczmarek Sebastian Kaczmarek    | Ryssland Viacheslav Kirienko Dmitry Uraikin       | Polen Michał Bryl Bartlomiej Malec             | Tyskland Max Betzien Max-Jonas Karpa             |
| 2012                 | Brno                 | Ryssland Aleksander Margiev Igor Velichko     | Ryssland Vladislav Danilov Nikita Perebeinos      | Tyskland Niklas Rudolf Clemens Wickler         | Norge Bjarne Huus Christian Sørum                |
| 2013                 | Molodechno           | Ryssland Oleg Stoyanovskiy Artem Yarzutkin    | Australien Paul Buchegger Moritz Pristauz         | Tyskland Niklas Rudolf David Sossenheimer      | Tyskland Felix Gobert Eric Stadie                |
| 2014                 | Kristiansand         | Tyskland Julius Thole Sven Winterr            | Polen Adam Lenc Maciej Lewicki                    | Spanien Alejandro Huerta Oscar Jimenez         | Nederländerna Nikita Artamonov Ruben Penninga    |
| 2015                 | Riga                 | Frankrike Remi Bassereau Timothee Platre      | Ukraina Tymofii Poluian Dmytro Vietskiy           | Schweiz Florian Breer Yves Haussener           | Litauen Audrius Knasas Aurimas Mazuras           |
| 2016                 | Brno                 | Tyskland Lukas Pfretzschner Robin Sowa        | Ryssland Aleksandr Sergey Gorbenko Vasilii Ivanov | Frankrike Remi Bassereau Timothee Platre       | Italien Paolo Cappio Jakob Windisch              |
| 2017                 | Kazan                | Ryssland Alexei Gusev Pavel Shustrov          | Ryssland Aleksei Arkhipov Nikolay Chukhnenkov     | Ryssland Timur Ermotik Denis Shekunov          | Frankrike Paul Nicole Vivien Tournier            |
| 2018                 | Brno                 | Sverige David Åhman Jonatan Hellvig           | Tjeckien Tadeas Trousil Jan Vodicka               | Ryssland Denis Shekunov Dmitrii Veretiuk       | Schweiz Leo Dillier Tinko Schnegg                |
| 2019                 | Baden                | Tyskland Leon Meier Lui Wust                  | Slovenien Rok Bracko Rok Mozic                    | Ryssland Ivan Osipov Anatolii Vasilenko        | Spanien Antonio Saucedo Alejandro Yuste          |
| 2020                 | Izmir                | Ukraina Yevhenii Boiko Vladyslav Omelchuk     | Lettland Karlis Abelitis Kristians Fokerots       | Ryssland Ivan Chuprinov Vladislav Panchenko    | Ryssland Vitaly Markov Egor Zharovin             |
| 2021                 | Ljubljana            | Ryssland Ivan Chuprinov Vladislav Panchenko   | Polen Aleksander Czachorowski Filip Lejawa        | Österrike Tim Berger Timo Hammarberg           | Lettland Gustavs Auzins Kristians Fokerots       |
| 2022                 | Loutráki             | Lettland Gustavs Auzins Kristians Fokerots    | Danmark Andreas Brinck Hjalmer Madsen             | Belgien Daan Hendrikx Alexy Humblet            | Polen Artem Besarab Szymon Beta                  |
| 2023                 | Madrid               | Danmark Andreas Brinck Villads Flügge Napier  | Sverige Elmer Andersson Hannes Hölting Nilsson    | Ungern Bence Taris Ákos Veress                 | Nederländerna Bram van der Wel Tom Sonneville    |